# Herengeria vasiformis
Herengeria vasiformis är en svampdjursart som beskrevs av Schlacher-Hoenlinger, Pisera och Hooper 2005. Herengeria vasiformis ingår i släktet Herengeria och familjen Corallistidae.
Artens utbredningsområde är havet kring Nya Kaledonien. Inga underarter finns listade i Catalogue of Life.